# Bridgeville (New York)
Pour les articles homonymes, voir Bridgeville.
Bridgeville est une census-designated place du comté de Sullivan, dans l'État de New York, aux États-Unis. En 2020, elle compte une population de 149 habitants.